# سخت‌افزار شبکه

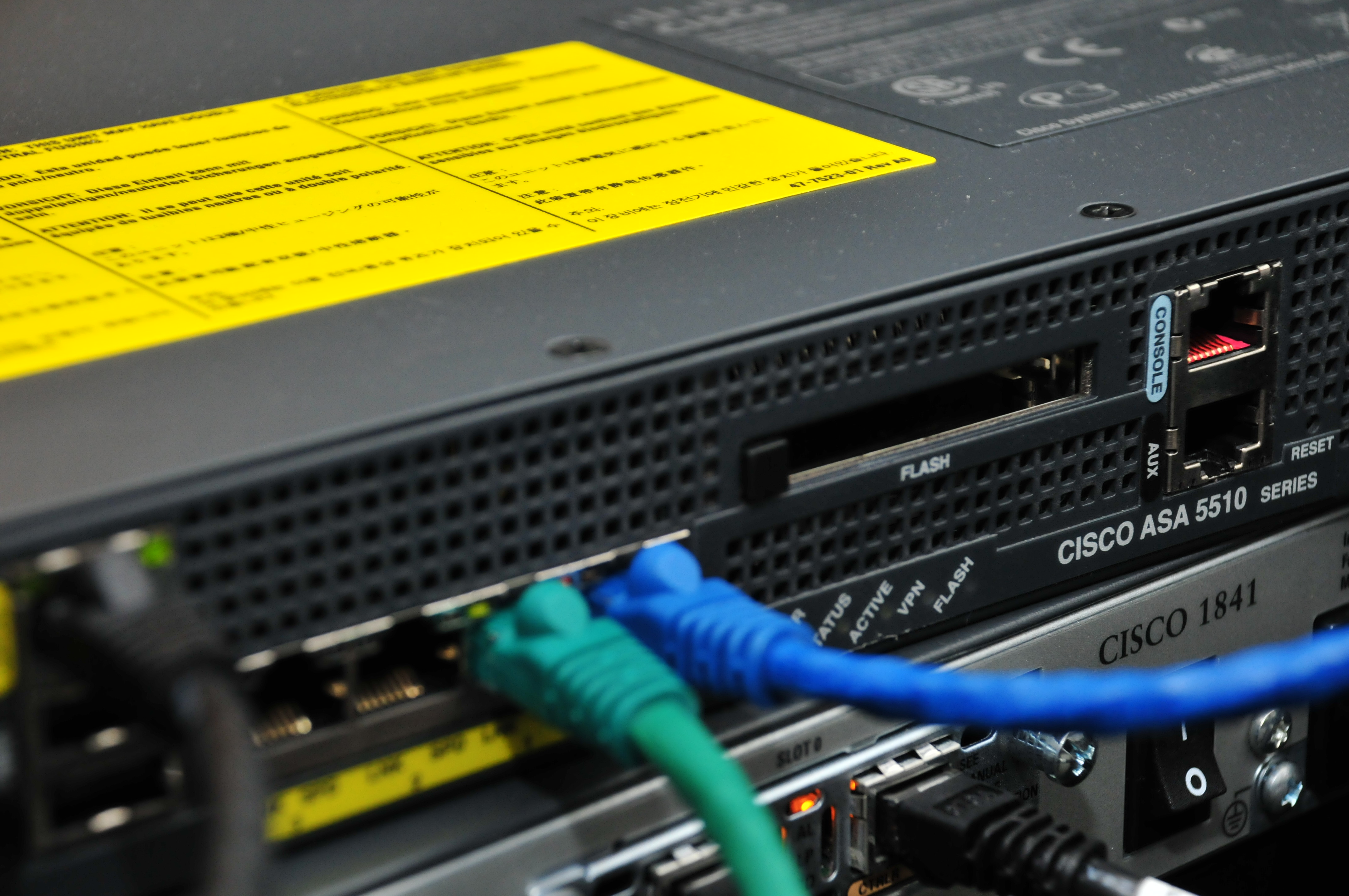
فایروال سخت افزاری سیسکو سری ASA 5510

سخت‌افزار شبکه که با نام‌های تجهیزات شبکه یا دستگاه‌های شبکه رایانه‌ای نیز شناخته می‌شود دستگاه‌های فیزیکی هستند که برای برقراری ارتباط و تعامل بین دستگاه‌ها در یک شبکه رایانه‌ای بکار می‌روند. واحدهایی که گیرنده نهایی یا تولیدکننده داده‌ها هستند میزبان (host) یا تجهیزات پایانه (terminal) نامیده می‌شوند. 
با پیشرفت فناوری و ادغام شبکه‌های مبتنی بر پروتکل اینترنت (IP) با زیرساخت‌های ساختمانی و لوازم خانگی، سخت‌افزار شبکه به دلیل تعدد به شدت فزاینده نقاط پایانی توانای شبکه، به یک گزاره مبهم تبدیل خواهد شد. 

## دامنه

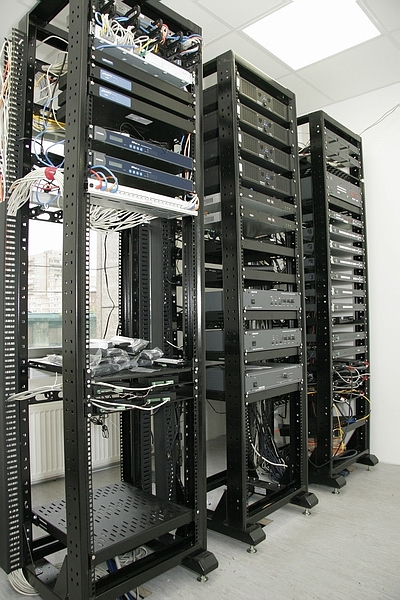
رَک در محیط دیتاسنتر

دستگاه‌های شبکه ممکن است شامل دروازه، رهیاب (routers)، پل شبکه، مودم، نقطه دسترسی بی‌سیم، کابل شبکه، تقویت‌کننده خط، سوئیچ شبکه،‌ هاب و تکرارگر باشند. همچنین ممکن است دستگاه‌های ترکیبی شبکه مانند سوئیچ چند لایه، مبدل پروتکل، پل - رهیاب، پراکسی سرور، دیوار آتش، برگردان نشانی شبکه، تسهیم‌کننده،  کنترل‌کننده‌های رابط شبکه (کارت شبکه)، کنترل‌کننده رابط شبکه بی‌سیم (کارت شبکه بی‌سیم)، آداپتور ترمینال، و دیگر سخت‌افزارهای مربوط باشند. 
یکی از رایج‌ترین نوع سخت‌افزار شبکه، یک کارت شبکه اترنت مبتنی بر کار با سیم مس است که یک درگاه ورودی استاندارد در بسیاری از سیستم‌های رایانه‌ای مدرن است. شبکه‌های بی‌سیم، به ویژه برای دستگاه‌های قابل حمل و دستی محبوب شده‌اند. 
دیگر سخت‌افزارهای شبکه مورد استفاده در رایانه‌ها شامل تجهیزات مرکز داده (مانند سرویس‌دهنده فایل، سرویس‌دهنده پایگاه داده و شبکه ذخیره‌سازی)، خدمات شبکه (مانند سامانه نام دامنه (DNS)، قرارداد پیکربندی پویای میزبان (DHCP)، رایانامه و غیره) و همچنین دستگاه‌هایی که تحویل محتوا را تضمین می‌کنند. 
با دید وسیع تر، تلفن همراه، تبلت و دستگاه‌های مرتبط با اینترنت اشیاء نیز ممکن است سخت‌افزار شبکه به حساب بیایند. 

## دستگاه‌های خاص

### تک کاربرد
دستگاه‌های تک کاربرد معمول شبکه عبارتند از: 
- دروازه: رابطی که سازگاری بین شبکه رایانه‌ای را با تبدیل سرعت‌های انتقال، پروتکل‌ها، کدها و یا اقدامات امنیتی فراهم می‌کند.[۲]
- رهیاب: دستگاهی است که بسته‌های داده شبکه را بین شبکه‌های رایانه‌ای منتقل می‌کند. رهیاب‌ها عملکرد "هدایت ترافیک" را در اینترنت انجام می دهند. یک بسته داده تا زمانی که به نقطه مقصد برسد معمولاً از یک رهیاب به رهیاب دیگر از طریق شبکه‌هایی که اینترنت را تشکیل می‌دهند ارسال می‌شود.[۳] رهیاب در لایه ۲ مدل OSI کار می‌کند. [۴]
- سوئیچ شبکه: دستگاهی است که با استفاده از سوئیچ کردن بسته برای دریافت، پردازش و انتقال داده‌ها به دستگاه مقصد، دستگاه‌ها را در یک شبکه رایانه‌ای به یکدیگر وصل می‌کند. بر خلاف‌ هاب‌های شبکه ابتدایی، یک سوئیچ شبکه، به جای انتقال داده‌های مشابه از هر یک از درگاه‌های خود، داده‌ها را تنها به یک یا چند دستگاه که نیاز به دریافت آن دارند، منتقل می‌کند.[۵]‌ هاب در لایه ۲ مدل OSI کار می‌کند.
- پل: دستگاهی است که چندین بخش شبکه را به هم وصل می‌کند. پل در لایه‌های ۱ و ۲ مدل OSI کار می کند.[۶]
- تکرارگر: دستگاهی که سیگنالی را دریافت می‌کند و آن را در یک سطح بالاتر یا با قدرت بیشتر یا به طرف دیگر انسداد می‌فرستد، به طوری که سیگنال می‌تواند مسافت‌های طولانی را پوشش دهد.[۷]
- هاب تکرارگر: برای اتصال چندین دستگاه اترنت به هم و وادار به عمل کردن آن‌ها به عنوان یک بخش یکپارچه شبکه مورد استفاده قرار می‌گیرد.‌ هاب تکرارگر درگاه‌های ورودی / خروجی (I/O) چندگانه دارد که در آن یک سیگنال معرفی شده در ورودی هر درگاه رایانه در خروجی همه درگاه‌ها به جز درگاه ورودی نخستین دیده می‌شود.[۱] یک هاب در لایه فیزیکی (لایه ۱) مدل OSI کار می کند.[۸] همچنین هاب‌های تکرارگر با ارسال سیگنال انسداد به همه درگاه‌ها در صورت تشخیص یک برخورد، در شناسایی تصادم شرکت می‌کنند. هاب‌ها در حال حاضر عمدتاً غیر متداول‌اند و با سوئیچ‌های شبکه به جز در تأسیسات بسیار قدیمی و یا استفاده‌های تخصصی، جایگزین شده‌اند.

### ترکیبی
دستگاه‌های ترکیبی شبکه عبارتند از: 
- سوئیچ چند لایه: سوئیچی است که علاوه بر سوئیچ کردن در لایه 2 مدل OSI، عملکرد در لایه‌های بالاتر پروتکل را نیز فراهم می‌کند.
- مبدل پروتکل: یک دستگاه سخت‌افزاری است که دو نوع تراگسیل مختلف را برای همکاری به یکدیگر تبدیل می‌کند.[۹]
- پل - رهیاب (brouter): دستگاهی است که به عنوان یک پل و یک رهیاب کار می‌کند. پل - رهیاب برای بسته‌های پروتکل‌های شناخته شده، تعیین مسیر می‌کند و به سادگی همه بسته‌های دیگر را به عنوان یک پل هدایت می‌کند.[۱۰]

اجزای سخت‌افزاری یا نرم‌افزاری که معمولاً بر روی نقطه اتصال شبکه‌های مختلف قرار می‌گیرند (مثلاً بین یک شبکه داخلی و یک شبکه خارجی) عبارتند از: 
- پراکسی سرور: سرویس شبکه رایانه‌ای است که به کاربر اجازه می‌دهد تا با سرویس‌های شبکه دیگر اتصال شبکه‌ای غیرمستقیم برقرار کند.[۱۱]
- دیوار آتش: یک قطعه سخت‌افزاری یا نرم‌افزاری است که به منظور جلوگیری از برقراری ارتباط ممنوع شده بر پایه خط مشی شبکه، بر روی شبکه قرار می‌گیرد.[۱۲] یک دیوار آتش معمولاً مانعی را بین یک شبکه داخلی مطمئن و امن و یک شبکه خارجی دیگر مانند اینترنت ایجاد می‌کند که فرض می‌شود که امن یا مورد اعتماد نباشد.[۱۳]
- برگردان نشانی شبکه (NAT): سرویس سخت‌افزاری یانرم‌افزاری شبکه است که آدرس‌های داخلی شبکه را به آدرس‌های خارجی شبکه و برعکس تبدیل می‌کند.[۱۴]

### مرزی
دستگاه‌های سخت‌افزاری دیگر که برای ایجاد شبکه‌ها یا ارتباطات از طریق خط تلفن استفاده می‌شود عبارتند از: 
- تسهیم‌کننده: دستگاهی است که تنها یک سیگنال را از چند سیگنال الکتریکی ورودی انتخاب می‌کند.
- کنترلگر رابط شبکه (NIC): دستگاهی است که یک رایانه را به یک شبکه رایانه‌ای مبتنی بر سیم وصل می‌کند.
- کنترل‌کننده رابط شبکه بی‌سیم: دستگاهی که رایانه متصل به خود را به یک شبکه رایانه‌ای مبتنی بر بی‌سیم وصل می‌کند.
- مودم: دستگاهی است که یک سیگنال "حامل" آنالوگ (مانند صدا) را برای رمزگذاری اطلاعات دیجیتال، مدوله می‌کند و همچنین سیگنال حامل را برای رمزگشایی اطلاعات فرستاده شده تبدیل می‌کند. (برای نمونه) هنگامی که یک رایانه با یک رایانه دیگر از طریق شبکه تلفن ارتباط برقرار می‌کند، استفاده می‌شود.
- آداپتور ترمینال ISDN (TA): یک دروازه تخصصی برای شبکه دیجیتالی خدمات یکپارچه (ISDN).
- تقویت‌کننده خط: دستگاهی است برای افزایش فاصله انتقال از طریق تقویت سیگنال؛ تقویت‌کننده خط، تنها در شبکه‌های باند پایه استفاده می‌شود.

## دسته‌بندی
سخت‌افزار شبکه به چند دسته تقسیم می‌شوند :

### سخت‌افزار فعال
سخت‌افزار فعال (به انگلیسی: Active Products) سخت‌افزاری است که فعالیت الکترونیکی در درون آن صورت می‌گیرد و اطلاعات وارد شده به آن بسته به شرایط تعریف‌شده برای دستگاه، پردازش و منتقل می‌شود.
گونه‌های سخت‌افزار فعال عبارتند از: 
- رهیاب
- مودم
- دیوار آتش‌های سخت‌افزاری
- کارت شبکه
- سوئیچ
- نقطه دسترسی بی‌سیم
- مینی جبیک (Mini-GBIC)

دسته‌بندی سخت‌افزار فعال شبکه
1. Intermediate System) IS) مانند روتر و سوئیچ
2. End System) ES) مانند سرور و رایانه

### سخت‌افزار غیر فعال
سخت‌افزار غیر فعال (به انگلیسی: Passive Produscts) سخت‌افزاری است که قابل برنامه‌ریزی نبوده و نمی‌تواند تغییری روی اطلاعات یا محتوای تبادل شده در شبکه بدهد. بخشی از سخت‌افزار شبکه که به منظور نصب و پیکر بندی سخت‌افزار شبکه (مانند کابل‌کشی و نصب دستگاه‌ها) استفاده می‌شود در این دسته جای می‌گیرند.
گونه‌های سخت‌افزار غیر فعال عبارتند از: 
- رک (Rack)
- پچ پنل
- پچ کابل
- فیبر نوری
- کابل شبکه
- RJ11 Keystone
- سوکت شبکه
- نگهدارنده کابل (Cableclip)

### محصولات فعال
- سیسکو
- رد لاین
- ساندوین

### محصولات غیر فعال
- امپ
- بلدن
- لتیس